# Speyer-West

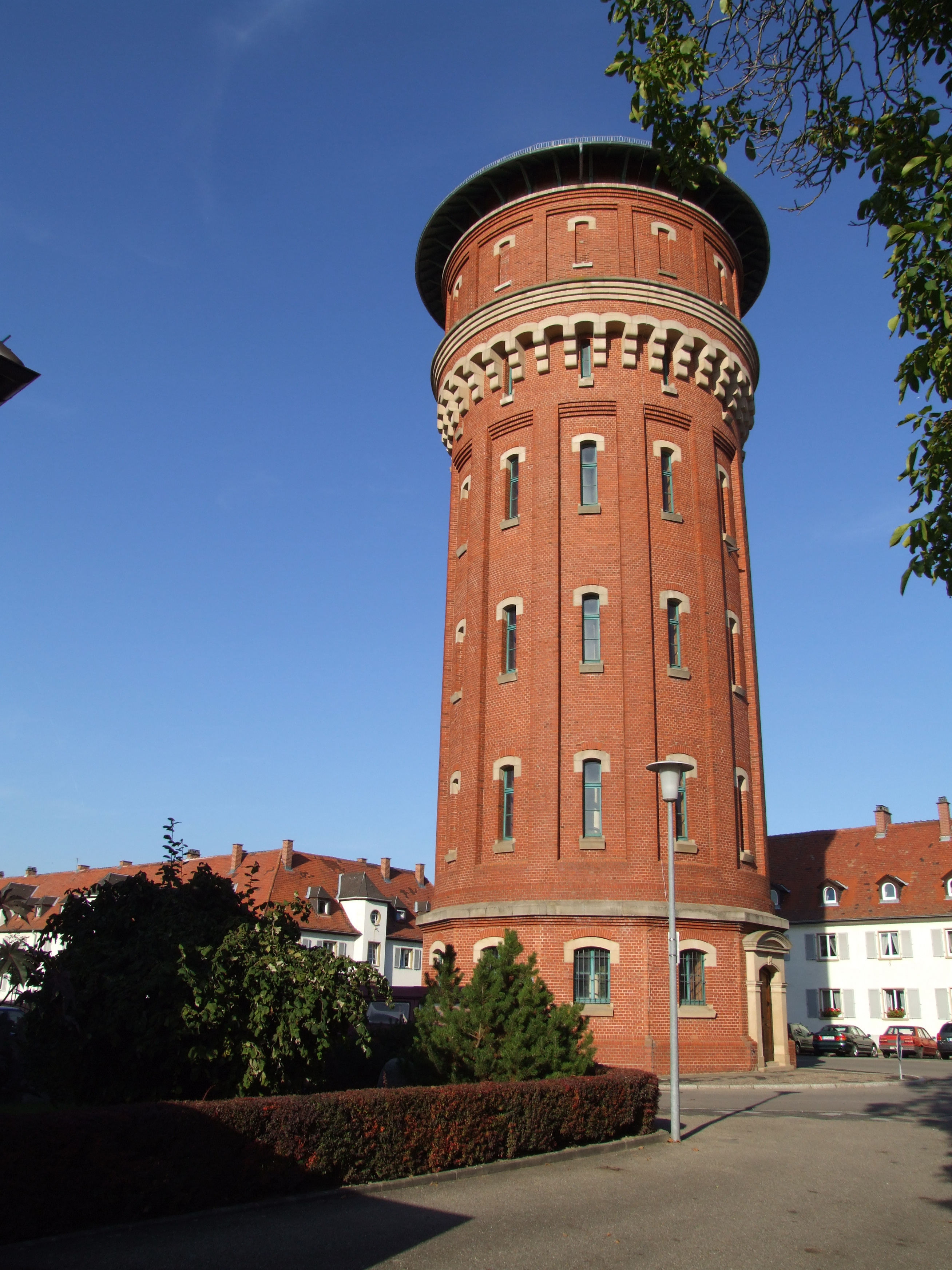
Das Wahrzeichen von Speyer-West neben dem DRV-Hochhaus: Der Wasserturm Speyer. Gelegen auf der Hochterrasse ist der Süden von Speyer-West geographisch der höchste Punkt in Speyer.

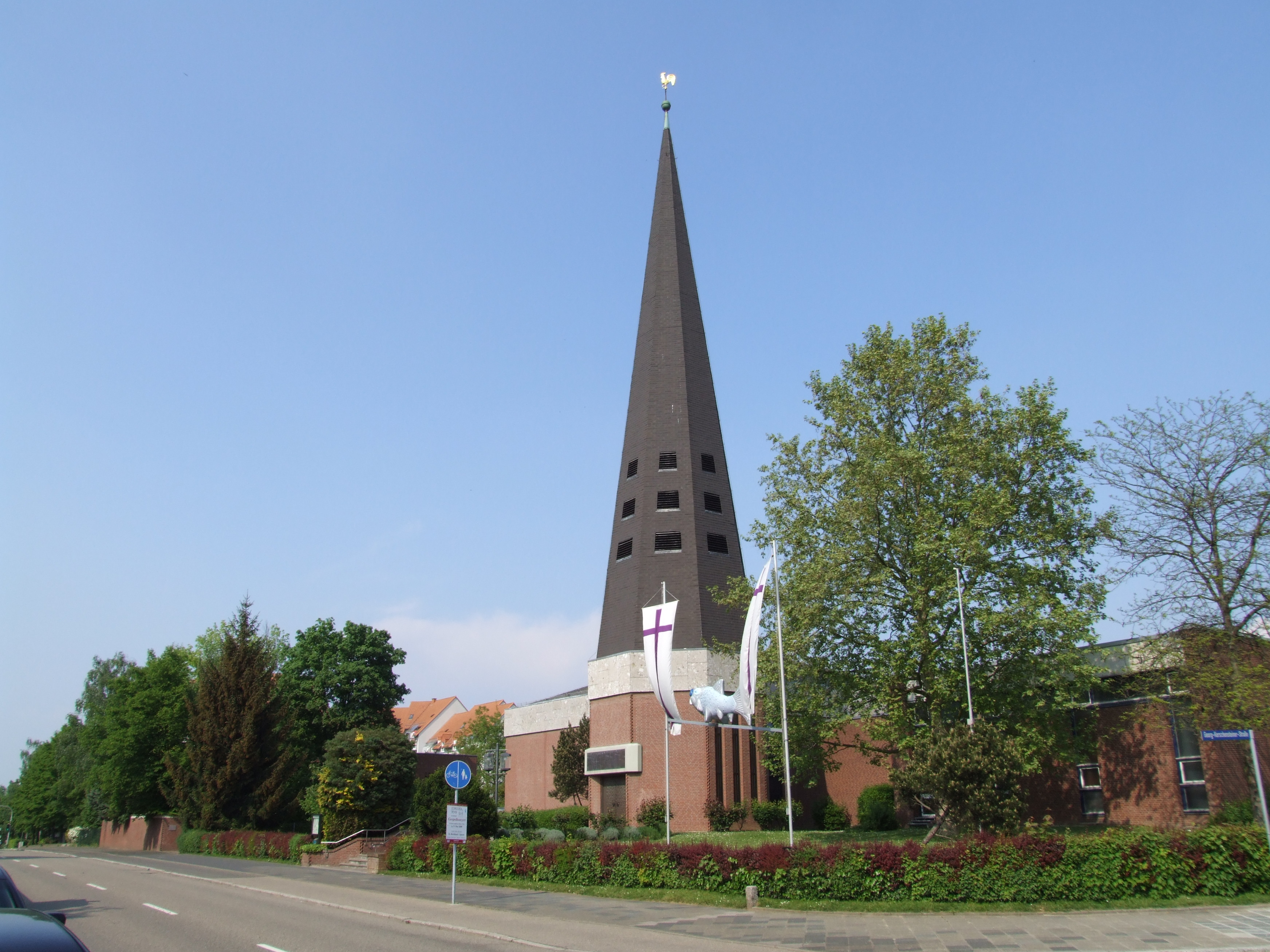
Johanneskirche. Das Gebiet dieser evangelischen Gemeinde entspricht exakt dem Stadtteil Speyer-West.

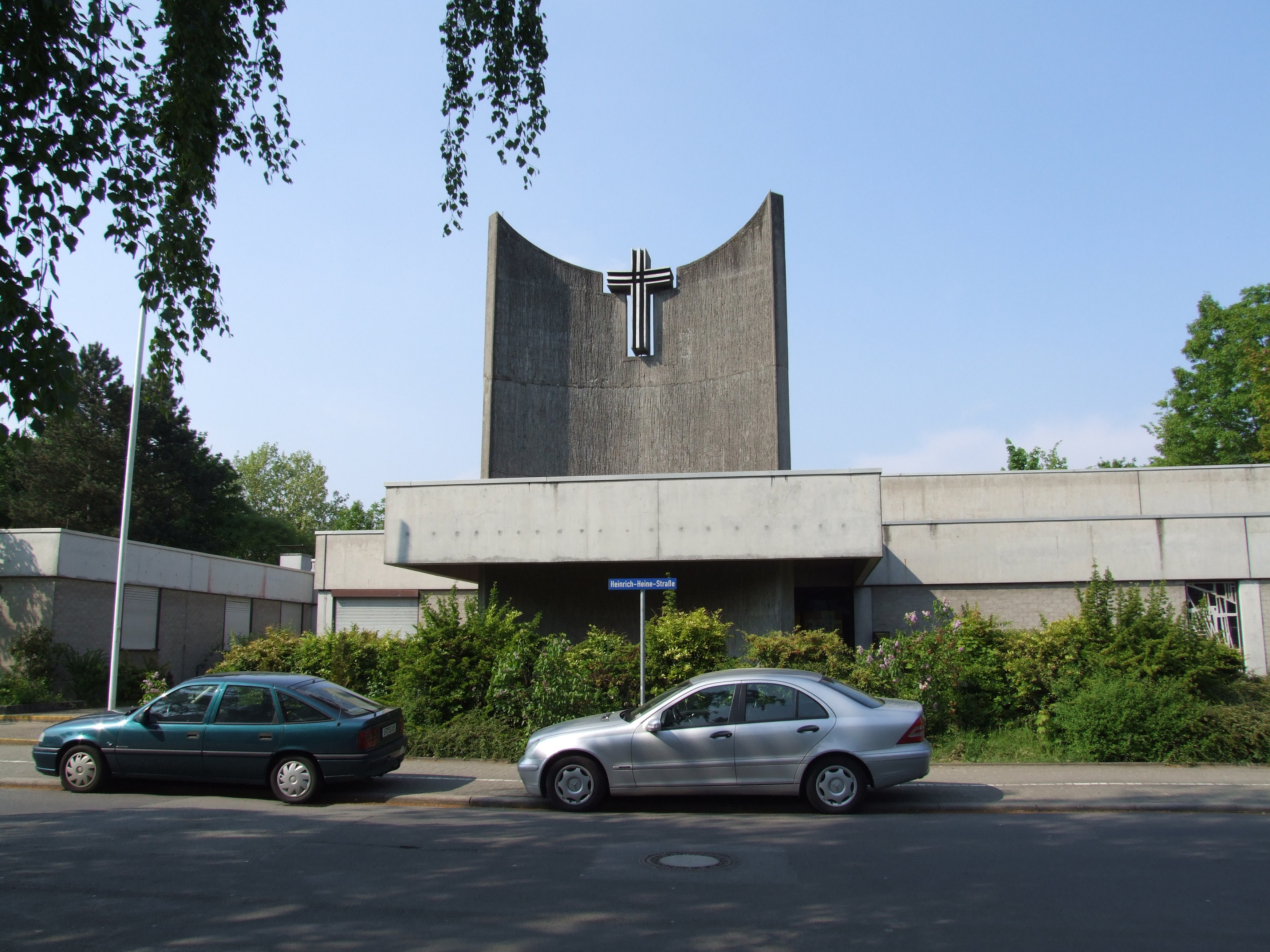
Ehemalige Kirche mit Pfarrzentrum St. Hedwig, künftig Stadtteilmensa der GEWO. Das Gebiet der Pfarrei entspricht Speyer-West südlich des Woogbaches.

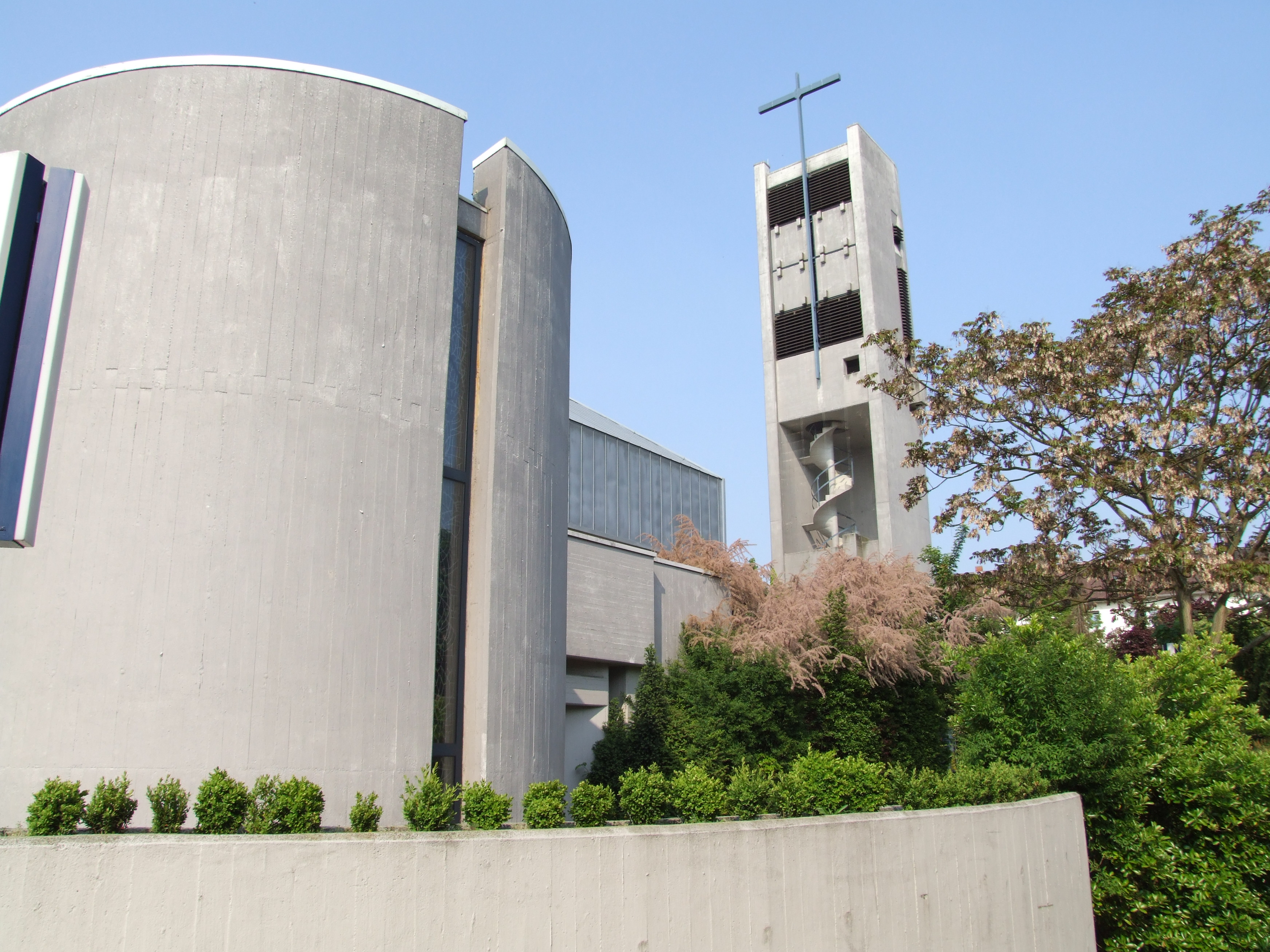
Kirche mit Pfarrzentrum St. Otto von 1961. Das Gebiet der Pfarrei entspricht Speyer-West nördlich des Woogbaches.

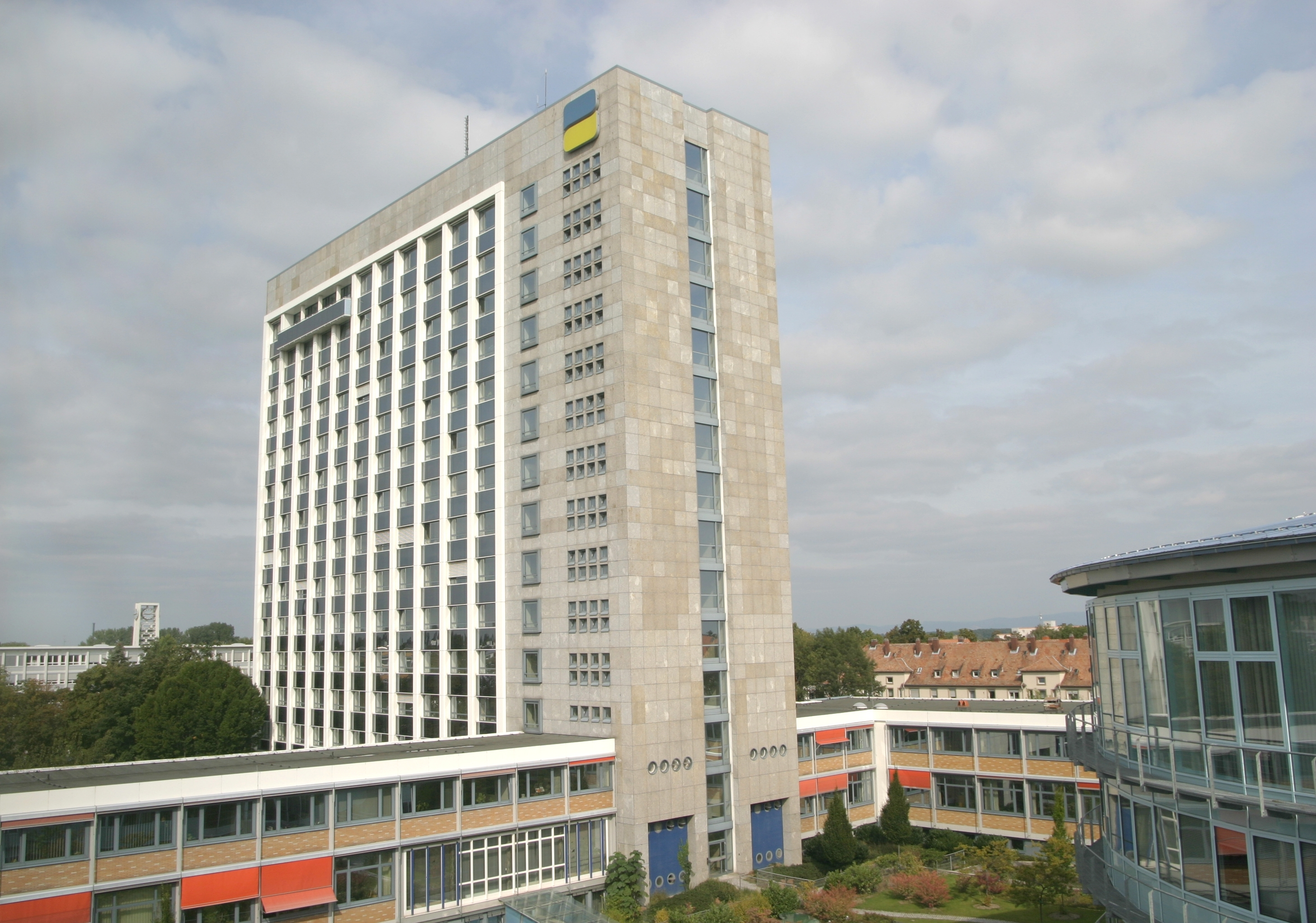
Das Hochhaus der Deutschen Rentenversicherung Rheinland-Pfalz überragt den Stadtteil West.

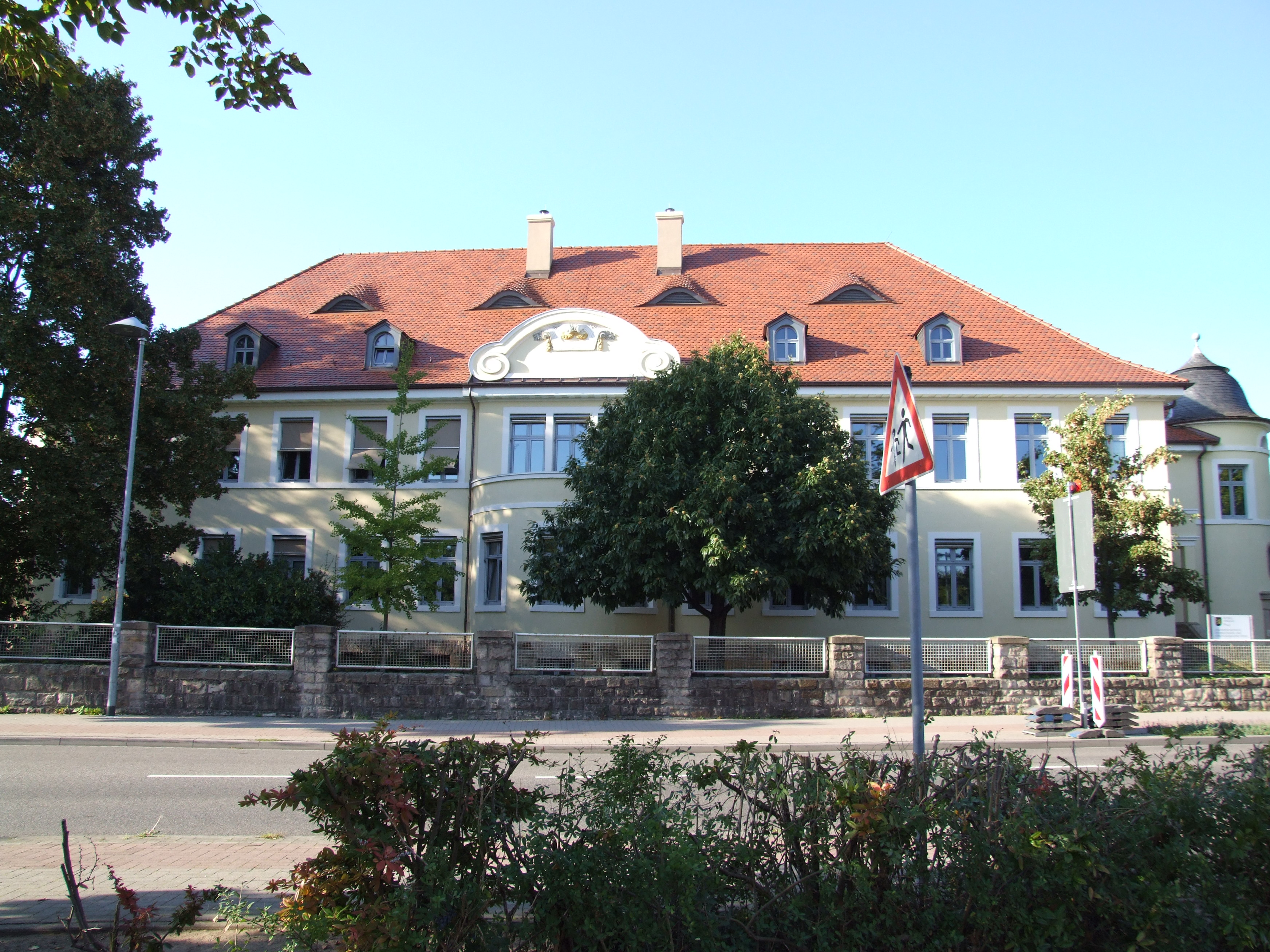
Hauptgebäude der Landwirtschaftlichen Untersuchungs- und Forschungsanstalt Speyer

Speyer-West ist ein Stadtteil von Speyer nordwestlich des historischen Stadtgebietes. Seine südliche Grenze bildet die Dudenhofener Straße, seine Ostgrenze der Hauptbahnhof, die Bahnlinie Speyer-Schifferstadt und  die nach Nordwesten verlaufende Iggelheimer Straße. Im Westen wird der Stadtteil von der Bundesstraße 9 abgeschlossen, hinter der im Süden Äcker, im Norden der Speyerer Wald liegen. Der nächste Ort im Westen ist Dudenhofen.
Das Gebiet liegt auf der höchsten der drei Geländestufen, in die Speyer gegliedert ist, der Hochterrasse. Die historische Besiedlung durch keltische Gehöfte, das römische Kastell mit Siedlung der Nemeter, die mittelalterliche Stadt Speyer und das Dorf Alt-Speyer befinden sich  auf der Niederterrasse, sicher vor den Hochwasser in der Rheinniederung, aber nahe dem Grundwasser, das mit Brunnen erschlossen wurde. Auf der Hochterrasse wurden Äcker und Gärten von den Bürgern der Stadt Speyer genutzt. Der größte Teil des Gebietes war  durch die Speyerer Landwehr eingefriedet.
Der Stadtteil wird durch die von Norden nach Süden verlaufende zentrale Erschließungsstraße, die Kurt-Schumacher-Straße, in eine West- und in eine Osthälfte geteilt. Der Woogbach, der in einem Tal den Stadtteil von West nach Ost durchschneidet, gliedert das Gebiet ebenfalls in zwei Teile. Der nördliche Teil wird oft  als 
„Erlich“, der südliche als „Burgfeld“ bezeichnet, obwohl beide siedlungsmäßig weiter untergliedert sind. Im Woogbachtal befinden sich Grünanlagen und Kleingärten und ein Spielplatz mit Fußball- und Volleyballplatz.
Ein beliebter Platz der Einwohner von Speyer-West ist der Berliner Platz  mit einem Café, Sitzgelegenheiten, einem Eiscafé und einem Spielplatz.
Die Grenzen des Stadtteils entsprechen dem Gebiet der evangelischen Johanneskirchen-Gemeinde. In den Jahrzehnten nach dem Krieg gehörte das Gebiet südlich des Woogbaches zur katholischen Pfarrei St. Hedwig, das Gebiet nördlich des Woogbaches zur katholischen Pfarrei St. Otto.
Das Gebiet ist fast gänzlich ein Wohngebiet und  als solches im Flächennutzungsplan ausgewiesen mit der Ausnahme eines Sondergebiets im Süden. Dort  befindet sich mit dem 53 Meter hohen Bürogebäude, dem Hochhaus der Deutschen Rentenversicherung Rheinland-Pfalz eine Betriebsstätte mit über 1300 Mitarbeitern. In dessen Nähe an der Dudenhofener Straße haben die LSV Rheinland-Pfalz, die Landwirtschaftliche Untersuchungs- und Forschungsanstalt Speyer und der Rechnungshof Rheinland-Pfalz ihren Standort. Außerdem befinden sich dort die Burgfeldschule, das Edith-Stein-Gymnasium und die Berufsschule Johann-Joachim-Becher-Schule.

## Burgfeld
Der südöstliche Teil des Wohngebietes wird geprägt von einem großen Gebiet, das seit 1919 beginnend mit der Straße Im Burgfeld (heute Blaulstraße) und der Peter-Drach-Straße von der damals gegründeten Gemeinnützigen Baugenossenschaft bebaut wurde und seither weiterentwickelt und genutzt wird. Einige Gebäude wurden später vom katholischen Gemeinnützigen Siedlungswerk Speyer GmbH errichtet. Beide Siedlungswerke haben auch ihre Verwaltungen in Speyer-West.
Im südwestlichen Teil des Wohngebietes errichtete die städtische Gesellschaft GEWO nach dem Zweiten Weltkrieg Wohnhäuser mit Geschosswohnungen für die Vertriebenen und Flüchtlinge. Dort  diese  nach dem Zweiten Weltkrieg Wohnhäuser  Das Gebiet wird auch als GEWO-Viertel bezeichnet.

## Erlich
Die Bebauung des Gebietes nördlich des Woogbaches mit Wohnhäusern begann, als die Gemeinnützige Baugenossenschaft in der südwestlichen Ecke des Gebietes 1927 begann, hinter der Baumwollspinnerei Einfamilienreihenhäuser für Arbeiter zu errichten.
Der größte Teil des Gebietes wurde erst nach dem Zweiten Weltkrieg bebaut. Neben Geschosswohnungen um den Berliner Platz gibt es im Westen und Norden auch Einfamilienhäuser. Das größte Gebiet im Westen der Kurt-Schumacher-Straße, das von der Straße Im Erlich erschlossen wird, wird wegen der Straßennamen, die nach Komponisten benannt wurden, auch „Musikerviertel“ genannt.

## Umgebung: Speyer-Nord und Gewerbegebiet Nord-West; Speyer-Südwest
Das Waldgebiet im Nordosten von Speyer-West, nordöstlich der Iggelheimer Straße, das den Stadtteil von dem Stadtteil Speyer-Nord, östlich der Schifferstadter Straße, trennte, ist einem großen Gewerbe- und Industriegebiet Nord-West gewichen. Die Lücken dieses Gebietes wurden teilweise mit Wohnbebauung gefüllt. Als Grenze der Stadtteile gelten die Bahnlinie Speyer-Schifferstadt und die Iggelheimer Straße. In dem spitzen Geländeabschnitt zwischen diesen beiden Verkehrssträngen lag früher eine französische Kasernenanlage mit einem großen Fahrzeugdepot, das Lyauteygelände, heute ist dort das Gewerbegebiet Lyautey. Mit Speyer-Nord ist Speyer-West durch die Landwehrstraße verbunden, die nördlich des neuen Speyerer Friedhofes entlang der historischen Speyerer Landwehr bis zum Wartturm, früher die Wormser Warte, verläuft.
Südlich von Speyer-West, die Grenze bildet die Dudenhofener Straße, und  westlich der Kernstadt liegt Speyer-Südwest, ein Sondergebiet mit Kloster, Bildung, Universität, Forschung, Krankenversorgung, Sport und Erholung, das wie ein nach Osten zugespitzter Keil zwischen dem Stadtteil Speyer-West und dem westlichen Teil von Speyer-Süd (Oberkämmerer) liegt.

## Burgfeldschule

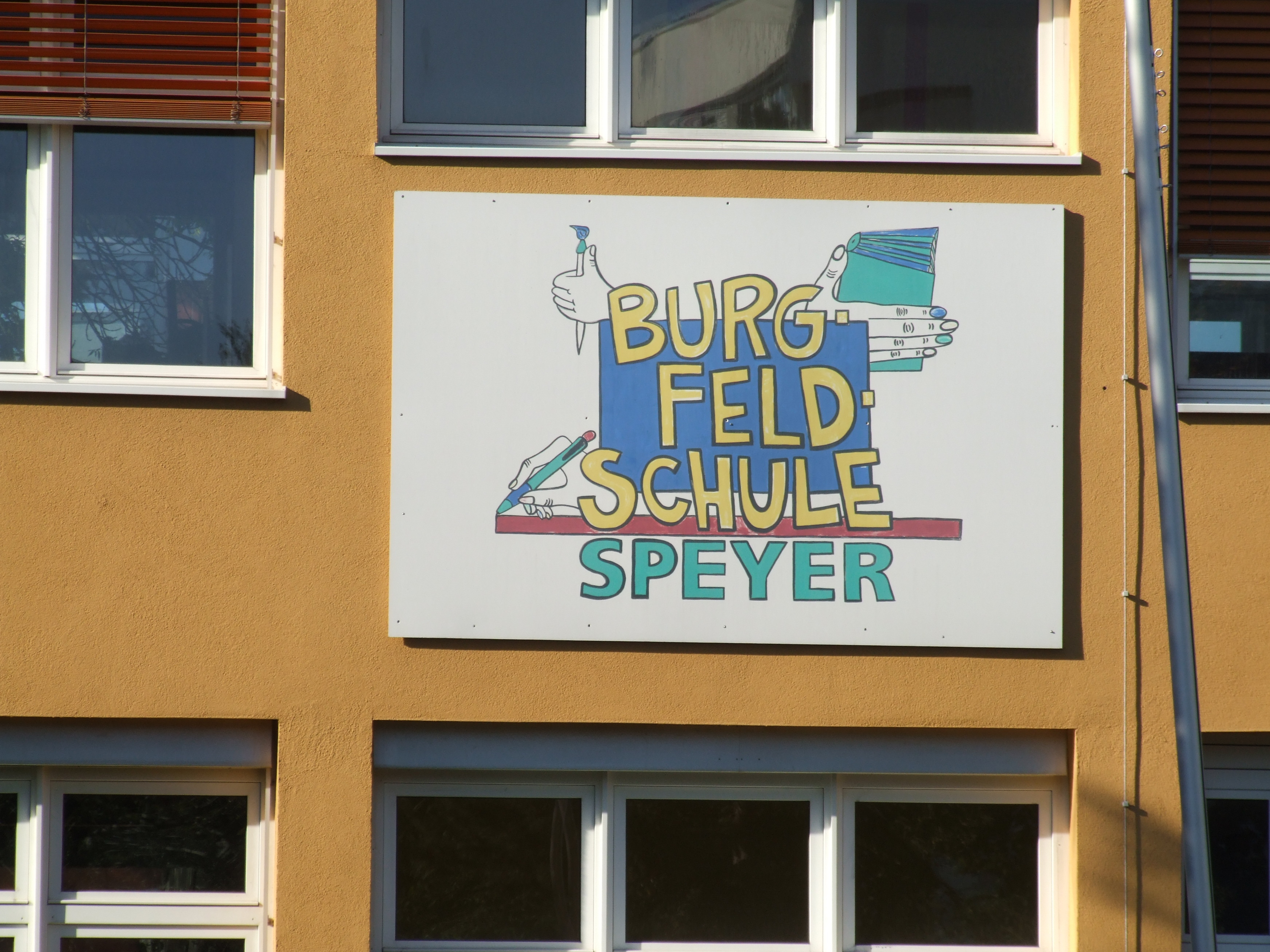
Burgfeldschule Speyer, Schulschild am Haupteingang
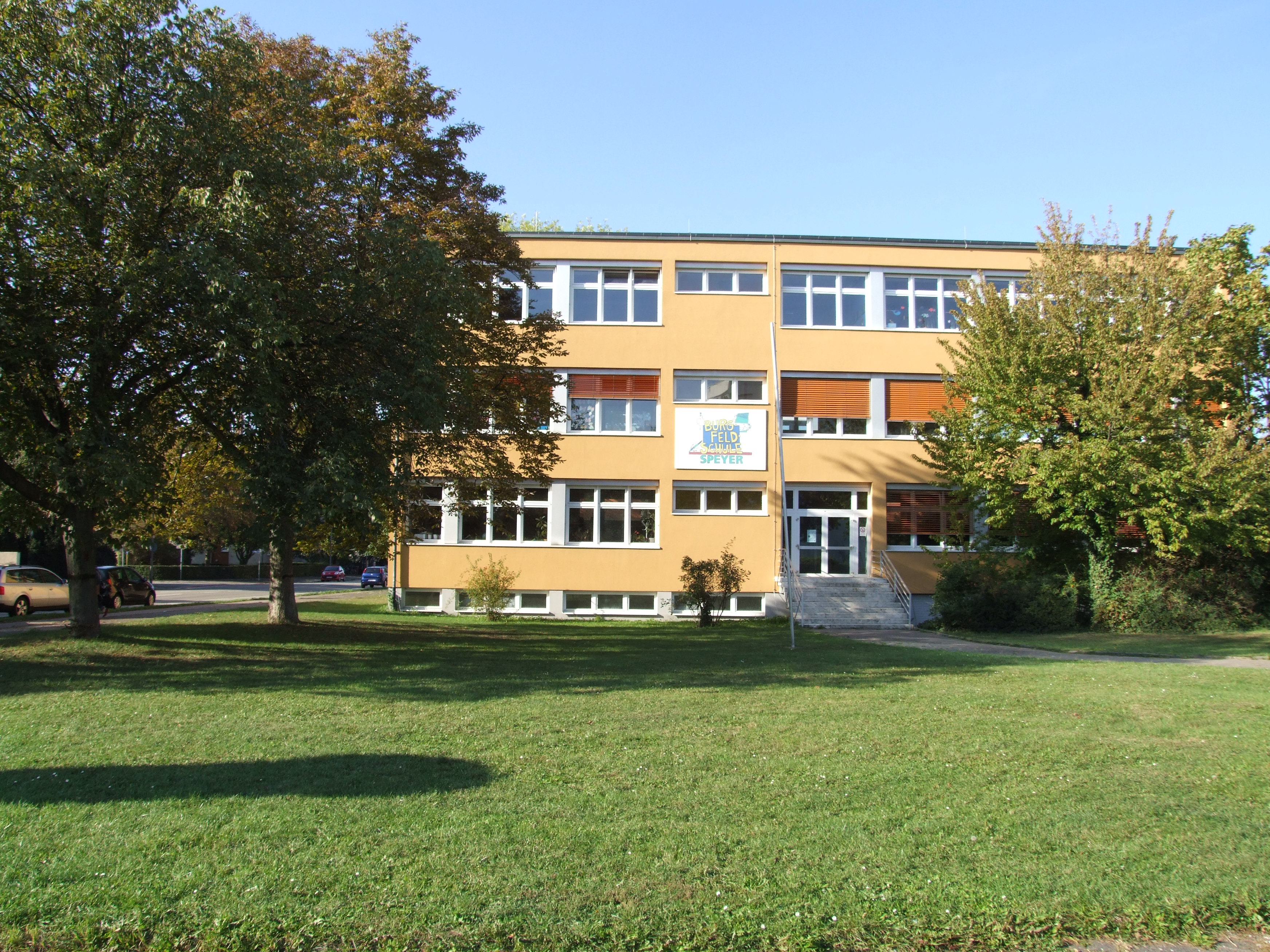
Burgfeldschule Speyer, Haupteingang
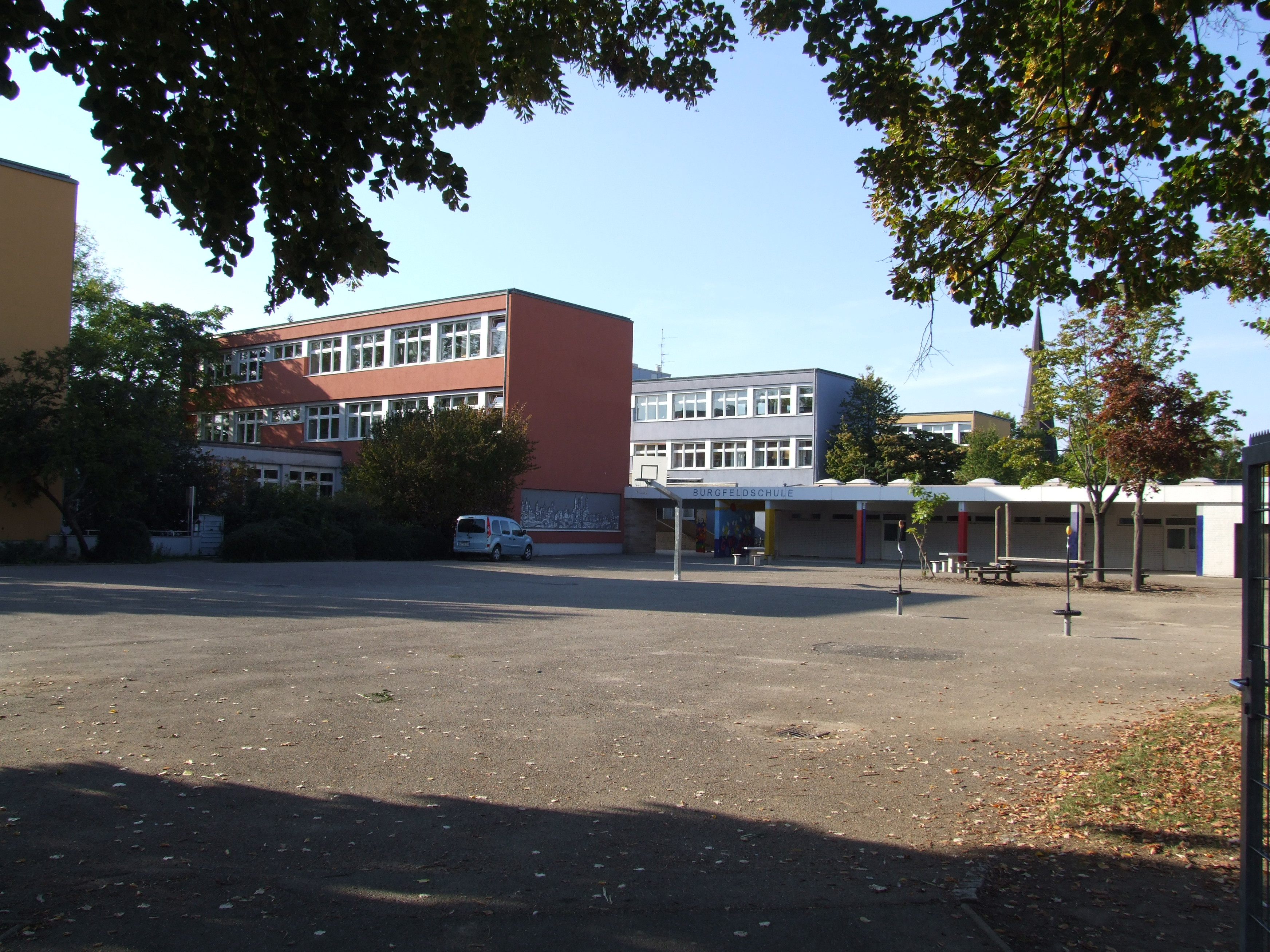
Burgfeldschule Speyer von Südosten
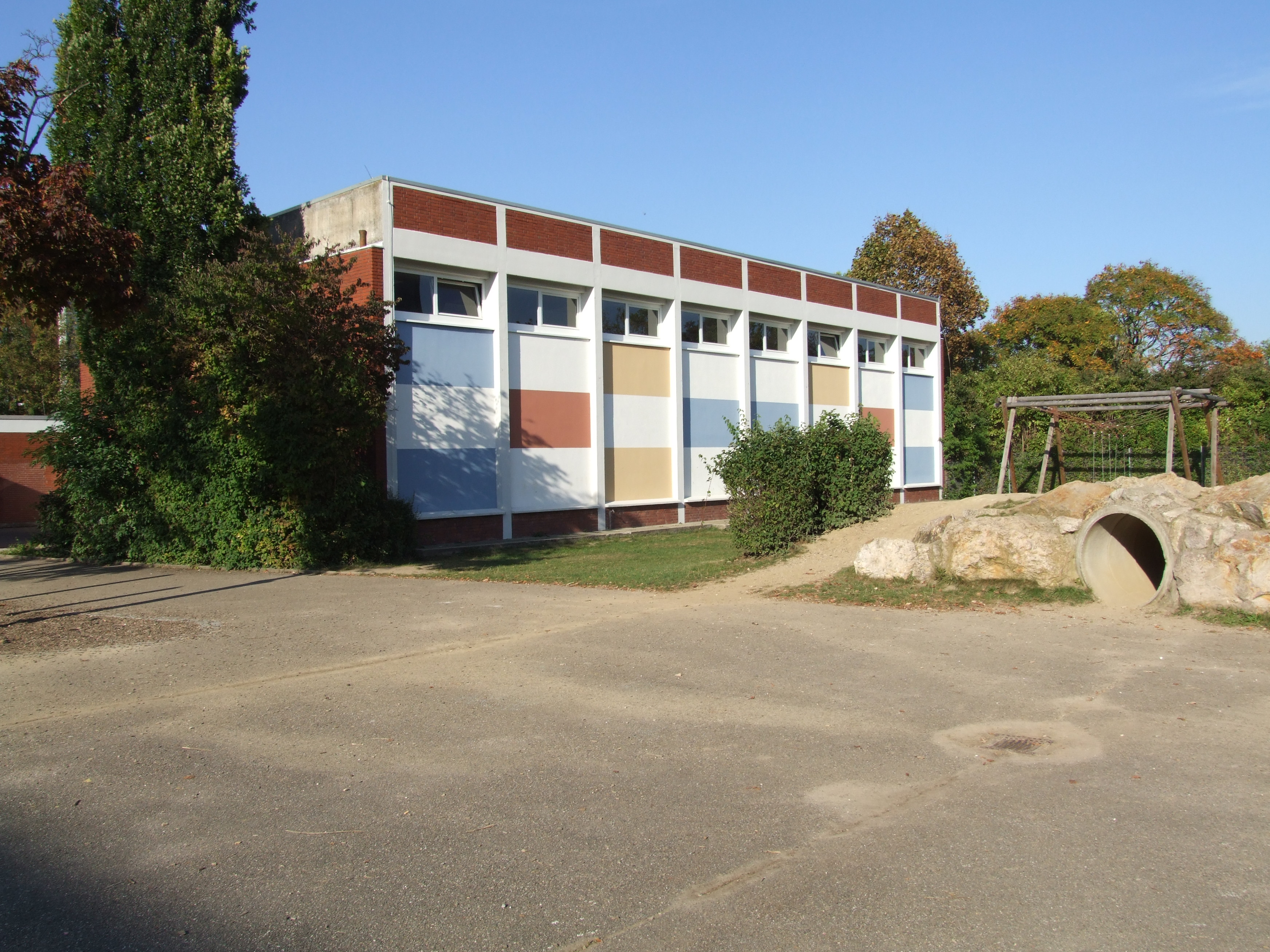
Turnhalle